# 현대 U엔진
현대 U엔진은 현대중공업이 개발한 엔진 중 하나로, 직렬 3기통 1.1L,  직렬 4기통 1.4L, 1.5L, 1.6L, 1.7L 전용 엔진이다. 소형 및 중형 세단이나 SUV에도 적용가능한 엔진이다.(대형선박과 중장비 철도차량에도 적용가능)

## 적용 차종
- 아반떼HD VGT
- 기아 올 뉴 카렌스